# Zelotes lutorius
Zelotes lutorius är en spindelart som först beskrevs av Albert Tullgren 1910.  Zelotes lutorius ingår i släktet Zelotes och familjen plattbuksspindlar.
Artens utbredningsområde är Tanzania. Inga underarter finns listade i Catalogue of Life.